# Parasiccia abraxina
Parasiccia abraxina là một loài bướm đêm thuộc phân họ Arctiinae, họ Erebidae.